# Altirdning
Altirdning ist ein Ortsteil der österreichischen Marktgemeinde Irdning-Donnersbachtal in der Steiermark. Die Ortschaft hat 483 Einwohner (Stand 1. Jänner 2024). Bis Ende 1959 war Altirdning eine eigenständige Gemeinde.

## Geografische Lage
Der Irdninger Ortschaftsteil Altirdning liegt im Südwesten von Irdning.
Das Zentrum von Altirdning liegt auf einer Höhe von 669 m ü. A.
Mit einer Höhe von 2351 m ist der Grimming der höchste Berg in unmittelbarer Nähe. Die nächstgelegenen Schigebiete sind die Planneralm und die Riesneralm.

## Geschichte
Mit 1. Jänner 1960 wurde die bis dahin selbständige Gemeinde Altirdning nach Irdning eingemeindet.